# شارلوت هنشاو
شارلوت هنشاو (به انگلیسی: Charlotte Henshaw) (زادهٔ ۱۶ ژانویهٔ ۱۹۸۷) شناگر معلول اهل بریتانیا است.